# Centrale thermique d'Oi
Ne doit pas être confondu avec Centrale nucléaire d'Ohi.
La centrale thermique d'Oi est une centrale thermique dans la préfecture de Tokyo au Japon.